# 弗雷希纳尔斯
弗雷希纳尔斯，是西班牙加泰罗尼亚塔拉戈纳省的一个市镇。总面积17平方公里，总人口381人（2001年），人口密度22人/平方公里。